# Ouzellaguen
Ouzellaguen est une commune algérienne située dans la wilaya de Béjaïa, en Kabylie. 

## Géographie

### Situation
| Bouzguene  | Chemini     | Souk-Oufella |
| Beni-Zikki | Ouzellaguen | Seddouk      |
| Chelata    | Akbou       | Seddouk      |

### Localités

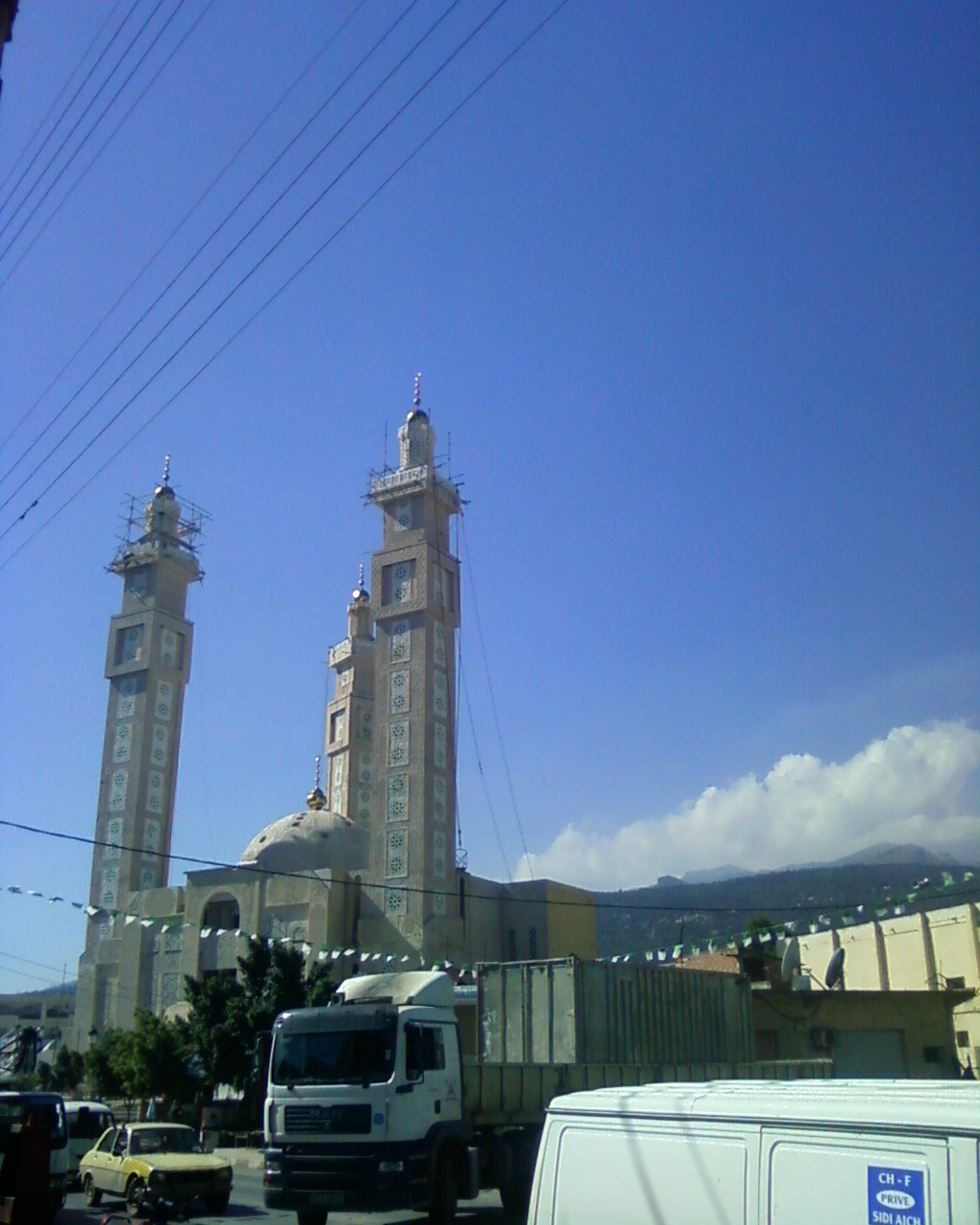
La nouvelle mosquée d'Ouzellaguen.

Outre son chef-lieu Ighzer Amokrane, la commune d'Ouzellaguen est composée des localités suivantes : Bouchiban, Bouhadj, Aghendjour, Agoumatine, Nasroune, Tighilt, Fournane, Chehid, Izemourène, Ifri, Issouane (Issegwan), Tigzirt (actuel Iheddaden), Ldjemâa, Ighbane, Timelyiouine, Ighil Oudlès, Tizi Meghlaz, Ibouzidène, Cheurfa, Tazrouts, Sidi Younès, Didoune, Bouaissi, Tigrine, Tiouririne, Chikhoune, Khenfor, Maghnoune, Boutagout, Hellouane, Irès, Bourafâa et Sellouana.

## Histoire
La région d'Ouzellaguen a payé un fort tribut pour l’indépendance de l’Algérie, durant la guerre d'Algérie. On compte plus de 1 600 maquisards morts au combat (chahids), certaines estimations indiquent que la commune est celle qui a le plus donné de ses enfants, sacrifiés sur l'autel de l'indépendance de l’Algérie .
Elle a été à l'avant-garde des défenseurs de la patrie depuis l'invasion romaine. Les vestiges historiques d'Ighil-Oumsed sont entre autres les témoins de cette période.
C'est le lieu où s'est déroulé le congrès de la Soummam en 1956, un événement marquant de la guerre d'Algérie et fondateur de l'Algérie indépendante. Le nom de famille Zellag est un patronyme ancien, identique à celui de l'arch ou tribu, c'est-à-dire les Ouzellaguen. Car les Ouzellaguen forment historiquement une fédération de tribus, déjà mentionnée par l'historien Ibn Khaldoun au XIVe siècle et qui en réalité est bien plus ancienne encore.
Les Ouzellaguen sont restés indépendants des Turcs. Ils ne se sont soumis que lors de la conquête française. Une première fois en mai 1847, de manière très brève. Une seconde fois à la suite du terrible combat des 25-28 juin 1851 qui s'est déroulé sur leur territoire. Avec Chérif Bou Baghla et leurs alliés, les Ouzellaguen ont livré une bataille décisive, mais sanglante à l'armée française dirigée par les généraux Camou et Bosquet, chargés de briser l'insurrection provoquée par Bou Baghla. Tous les villages sont incendiés et rasés. La défaite entraîne la fin de l'indépendance des Ouzellaguen, qui doivent se soumettre à l'autorité administrative d'un Caïd local nommé par l’administration coloniale. 
En 1857, la région est totalement soumise par l’armée française sous la houlette du gouverneur général Randon. lors de l'insurrection de Cheikh El Mokrani en 1871, la population s'engage massivement dans la lutte. Le caïd, à peu près seul, se réfugie à Bougie, auprès des autorités françaises. L'insurrection vaincue, ils doivent se soumettre. Le séquestre total des terres appartenant à la population insurgée est décrété par les Français. L’administration établit un centre de colonisation d'Ighzer-Amokrane. Toutes les terres de la vallée sont séquestrées. Plus tard, le territoire ainsi amputé de la tribu est transformé en douar par les Français. 
Durant la guerre d’Algérie , le 20 août 1956, a lieu dans le territoire du douar le congrès clandestin du FLN, mentionné plus haut. 
Les opérations militaires de l'armée française ont causé des  destructions généralisées de tous les villages de la région.

## Démographie
Population : 40 000 habitants (2020)[réf. nécessaire], 24 346 en 2018 (http://www.dsp-bejaia.dz/index.php/population)

## Économie
La commune dispose d'une zone industrielle au niveau de la localité de Hellouane, du siège social d'une entreprise de jus, du siège social de Star Boisson, de plusieurs autres PME. Nous pouvons aussi évoquer l'agriculture qui est aussi très importante, l'huile d'olive y est énormément produite.